# Pararaphidoglossa cressoniana
Pararaphidoglossa cressoniana är en stekelart som först beskrevs av Henri Saussure 1875.  Pararaphidoglossa cressoniana ingår i släktet Pararaphidoglossa och familjen Eumenidae. Inga underarter finns listade i Catalogue of Life.